# Cantó de Les Mureaux
El cantó de Les Mureaux és un cantó francès del departament d'Yvelines, situat al districte de Mantes-la-Jolie. Creat amb la reorganització cantonal del 2015.

## Municipis
- Chapet
- Ecquevilly
- Évecquemont
- Gaillon-sur-Montcient
- Hardricourt
- Meulan-en-Yvelines
- Mézy-sur-Seine
- Les Mureaux
- Tessancourt-sur-Aubette
- Vaux-sur-Seine